# Reesberg (Rhön)
Der Reesberg ist ein 851,2 m ü. NHN hoher Berg in der Rhön in Hessen (Deutschland).

## Geographische Lage
Der Reesberg liegt im Truppenübungsplatz Wildflecken im hessischen Teil nahe der Grenze zu Bayern und ist daher meist nicht öffentlich zugängig. Früher lag Kippelbach an seinem Berghang. Der nächstentfernte größere Ort ist Gersfeld ungefähr 4 km nördlich.

## Bergbeschreibung
Der Reesberg ist als Teil des Dammersfeldrückens basaltischen Ursprungs. Er ist durch Basaltabbau halb abgetragen. An seinem auslaufenden Osthang liegen die Reste der spätmittelalterlichen sogenannten Schwedenschanze.